# Krytyka rodzajowa
Krytyka rodzajowa – metoda krytyki retorycznej służąca analizie tekstu pod kątem gatunkowym: zbiór ogólnych oczekiwań, konwencji i przymusów, które kierują jego wytworami i interpretacjami. W retoryce teoria rodzaju zapewnia środki do sklasyfikowania i porównania oddziaływania określonych wyrażeń pod kątem ich formalnych, niezależnych i kontekstowych cech. Poprzez zestawienie tych wyników z innymi bądź podobnymi cechami formalnymi oraz koniecznymi warunkami retorycznymi, krytyka retoryczna może rzucić światło na to, jak ich autorzy stosują konwencje w zależności od swoich potrzeb. Krytyka rodzajowa jest jedną z głównych metod przeprowadzania krytyki retorycznej.
Rodzaje były używane do klasyfikowania przemów i dzieł literackich już od czasów Arystotelesa, który wyróżnił trzy rodzaje retoryczne: prawny lub judycjalny, deliberatywny czyli polityczny oraz uroczysty (epidejektyczny). Od tamtej pory podejście do rodzajów na gruncie retoryki i rozumienia tego pojęcia znacznie ewoluowało. Obecnie badane są one pod kątem retorycznej efektywności ich oddziaływania, jak kazania, listy oraz bardziej współczesne i zróżnicowane gatunki niewerbalne czyli przykładowo karykatury, filmy, pomniki. Współczesna krytyka rodzajowa zrewidowała rozumienie pojęcia gatunku w zróżnicowany sposób. Zgodnie z poglądem reprezentowanym przez Michaiła Bachtina, skupia się on między innymi na formalnych cechach komunikacji. Z kolei według Carolyn Miller gatunek winien koncentrować się na powtarzających się okolicznościach socjokulturowych. Jednak niektóry krytycy starają się zestawiać formalistyczne i socjokulturowe koncepcje z cechami nowych mediów, które trudno ująć w tradycyjnych ramach klasyfikacji gatunkowej.

## Nacisk na cechy formalne w rodzajach mowy
Pierwsza grupa krytyków retorycznych, przykładowo teoretyków takich jak Michaił Bachtin, stosuje cechy formalne do analizy tekstu. Zgodnie z ich myślą język powstaje przez serię wypowiedzi, które odzwierciedlają specyficzne warunki oraz cele określonych aspektów językowych. Aspekty te posiadają zawartość tematyczną, styl i kompozycję, która tworzy rodzaje mowy. Rodzaje mowy są zróżnicowane ze względu na różne przejawy ludzkiej aktywności. W "Problemach literatury i estetyki" Michaił Bachtin zwraca uwagę na znaczącą różnicę pomiędzy pierwotnymi (prostymi) i wtórnymi (złożonymi) rodzajami mowy. Według Bachtina pierwotne rodzaje mowy kształtują wtórne, przykładowo powieści, dramaty, wszelkie rodzaje badań naukowych i komentarzy. Skoro wtórne rodzaje wpływają na złożoność oraz stosunkowo wysoko rozwiniętą i zorganizowaną komunikację kulturową związaną z nauką i sztuką, wchłaniają i przyswajają one zróżnicowane rodzaje pierwotne, które przybrały swą formę za pośrednictwem mowy. Bachtin wyjaśnia, że istnieją trzy elementy całej wypowiedzi, które znaczeniowo wyczerpują temat: zamiar bądź wola mówcy oraz typowo składniowe i ogólne formy finalizacji. Pierwszy element odnosi się do sposobu, w jaki wypowiedź jest użyta w mowie. Wiąże się on bezpośrednio z drugim, określającym w jaki sposób mówca decyduje się użyć określonej wypowiedzi. Z kolei trzeci element mówi, że wszystkie wypowiedzi mają określoną konstrukcję lecz może ona jednak ulec zmianie, jeśli zajdzie taka potrzeba. 

## Retoryczne podejście do gatunku
Arystoteles był jednym z pierwszych uczonych, który rozwinął podejście do gatunku na gruncie retoryki. Podzielił on sztukę retoryki na trzy rodzaje: deliberatywną, sądową oraz epidejektyczną. Deliberatywny rodzaj retoryki dotyczy wypowiedzi mających na celu nakłonienie ich odbiorców do działania. Obejmuje on retorykę stosowaną do politycznej perswazji, dyskusji o sprawach publicznych w celu rozstrzygnięcia, co jest korzystne bądź też nie i zazwyczaj dotyczy on przyszłości. Retoryka sądowa pyta o winę bądź niewinność, dotyczy ona legalności i koncentruje się na wydarzeniach z przeszłości. Rodzaj epidejektyczny obejmuje wszelką retorykę używaną ze względów uroczystych lub mających na celu upamiętnienie danej osoby lub wydarzenia. Wielbi ona lub obwinia, uznając coś bądź kogoś za szlachetne albo haniebne, zaszczytne lub niehonorowe. 

## Socjokulturowe podejście do badań nad gatunkiem
W latach osiemdziesiątych wiedza w teorii oraz krytyce rodzajowej zwróciła się ku socjokulturowemu podejściu do badań nad rodzajem poprzez aktywne zadawanie pytań o sytuację retoryczną w danym wytworze komunikacji w świetle jego rdzennej formy. W tym trybie wytwór komunikacji jest badany pod kątem reakcji społecznej na zestaw powtarzających się retorycznych konieczności bardziej niż zbioru ogólnych, formalnych elementów. 

## Badania nad gatunkiem w nowych mediach
Obecnie uczeni zaczęli odkrywać związki pomiędzy nowymi mediami, a kontekstowo socjologicznymi teoriami rodzaju. Badacze wyrażają swe wątpliwości odnośnie do trafności tradycyjnej teorii rodzaju w obliczu komunikacji za pomocą nowych mediów. Niektórzy uczeni argumentują, że od kiedy teoria rodzaju zaczęła być stosowana do opisywania tekstów, to powinna ona być zmodyfikowana i brać pod uwagę także komunikację pozajęzykową.